# Mickaël Szkolnik
Mickaël Szkolnik (né le 22 octobre 1982 à Libourne) est un coureur cycliste français. En 2015, il devient champion du monde de cyclo-cross masters (catégorie des 30-34 ans).

## Biographie
Mickaël Szkolnik compte plusieurs victoires obtenues lors de courses sur route. Il a notamment remporté plusieurs étapes du Kreiz Breizh et du Tour de Gironde.
Il est aussi à l'aise en cyclo-cross où il a gagné le championnat du monde de cyclo-cross masters (catégorie des 30-34 ans) en 2015 après avoir été champion de France dans cette catégorie d'âge l'année précédente.

## Palmarès sur route
- 2005
  - Prix de La Chapelle-Thireuil
- 2006
  - Champion de Midi-Pyrénées
  - Tour du Périgord
  - 3ea étape du Kreiz Breizh
  - 2e du Grand Prix de Puy-l'Évêque
- 2007
  - 2e du Grand Prix Souvenir Jean-Masse
  - 2e du championnat de Midi-Pyrénées
  - 2e du Grand Prix de Blangy-sur-Bresle
- 2008
  - 1re et 4e étapes du Tour de Gironde
  - 3e étape du Kreiz Breizh
  - 3e du Grand Prix Souvenir Jean-Masse
  - 3e du Grand Prix de Cherves
- 2010
  - Circuit des Vins du Blayais
  - 1re étape du Tour des Landes
  - 3e du Tour des Landes
- 2011
  - Grand Prix d'ouverture Pierre-Pinel
  - 2e de la Classique de Sauveterre-de-Béarn
  - 2e du Tour du Tarn-et-Garonne
- 2012
  - 3e du Grand Prix de Monpazier
- 2014
  - 3e du Grand Prix de Monpazier

## Classements mondiaux
| Année           | 2005   | 2006  | 2007  | 2008 | 2009 |
| --------------- | ------ | ----- | ----- | ---- | ---- |
| UCI Europe Tour | 1 059e | 1332e | 1187e | 488e | 663e |

## Palmarès en cyclo-cross
- 2013-2014
  - Championnat du Limousin de cyclo-cross
  -  Médaillé d'argent du championnat du monde de cyclo-cross masters 1 (30-34 ans)
- 2014-2015
  -  Champion du monde de cyclo-cross masters (30-34 ans)
  -  Champion de France de cyclo-cross masters 1 (30-34 ans)[7]
  - Champion d'Aquitaine de cyclo-cross